# Crassula dentata
Crassula dentata är en fetbladsväxtart som beskrevs av Carl Peter Thunberg. Crassula dentata ingår i släktet krassulor, och familjen fetbladsväxter. Inga underarter finns listade i Catalogue of Life.